# Vibrador

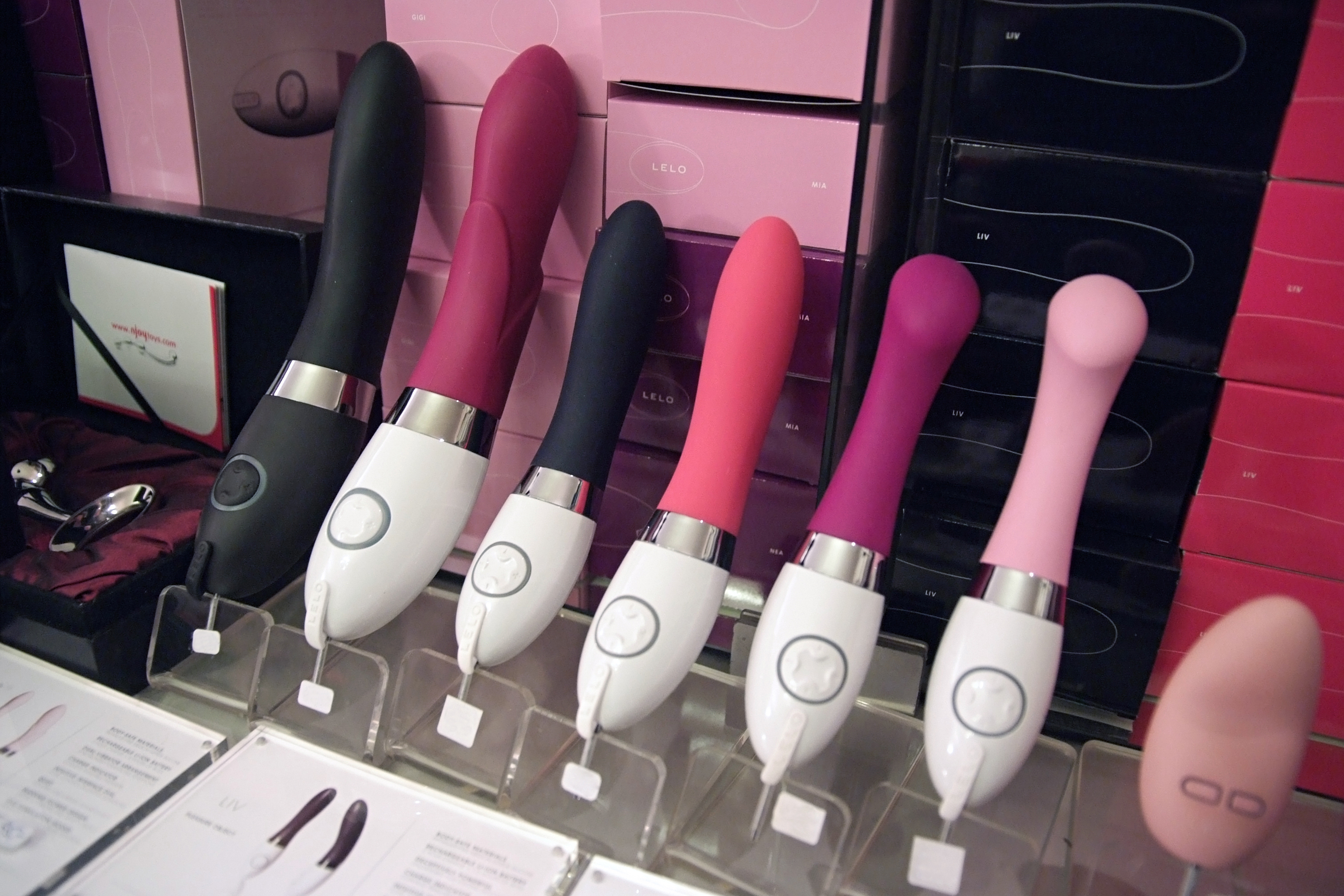
Vibradores.

El vibrador es un complemento o juguete sexual, habitualmente con forma fálica, que se utiliza durante la masturbación y las relaciones sexuales. A diferencia del consolador, incorpora un motor eléctrico en su interior que produce unas vibraciones que son utilizadas como elemento de estimulación sexual.

## Origen

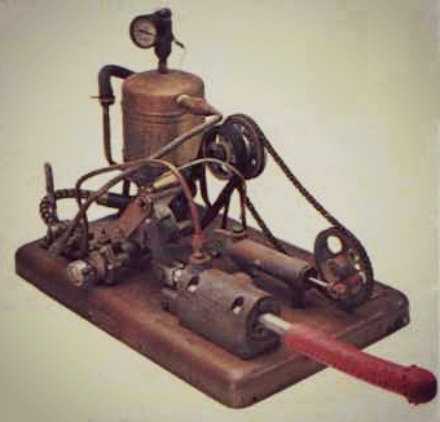
Primer vibrador de la historia

El médico británico Joseph Mortimer Granville es considerado el padre del vibrador por haber inventado el primer vibrador de baterías en la década de 1880. La meta era usarlo en el consultorio médico como una herramienta terapéutica para combatir lo que en la época victoriana se conocía como histeria femenina. Previamente, el tratamiento era que los médicos acariciaran manualmente a la paciente hasta que alcanzara el orgasmo, que en el contexto de la época se le denominaba «paroxismo histérico» al considerar el deseo sexual femenino reprimido como una enfermedad.

## Historia

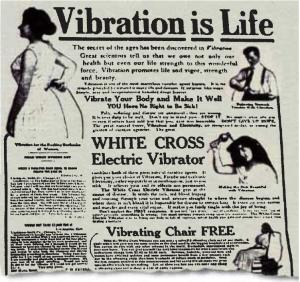
Anuncio de publicidad de 1910.

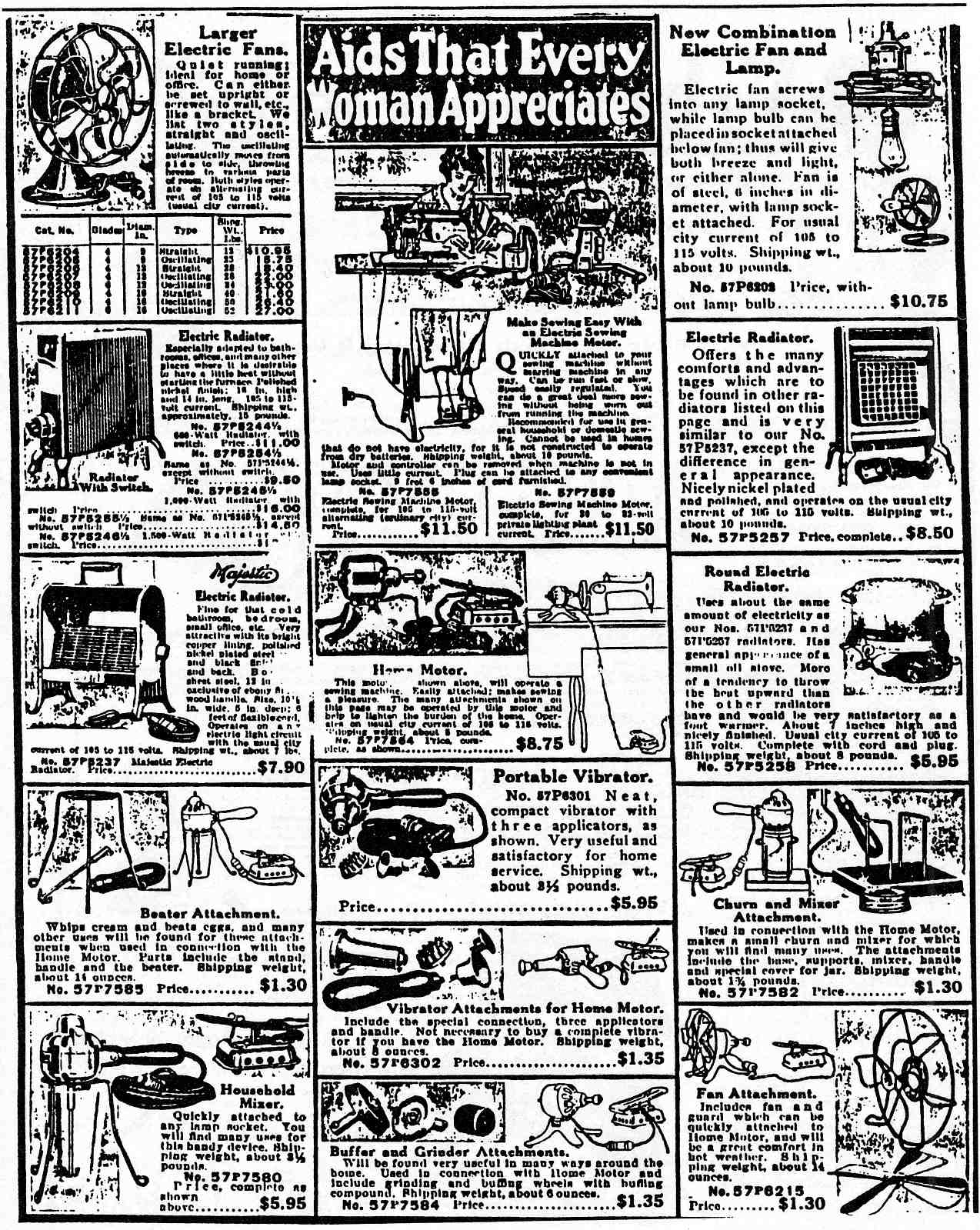
Catálogo Sears de 1918 que muestra varios anuncios de vibradores.

A finales del siglo XIX, los «tratamientos» con vibradores eran uno de los servicios más populares ofrecidos en los balnearios de lujo en Europa y Estados Unidos.
La compañía estadounidense Hamilton Beach lanzó en 1902 el primer vibrador eléctrico para venta comercial, convirtiendo al vibrador en el sexto aparato doméstico en ser electrificado. De hecho, el vibrador eléctrico llegó al mercado mucho antes que otros aparatos domésticos que hoy se consideran esenciales, por ejemplo: nueve años antes que la aspiradora y diez años antes que la plancha eléctrica.
Muchas compañías diseñaron sus propios modelos y las diversas versiones se anunciaban prominentemente como máquinas de masaje antiestrés en revistas y catálogos de costura y modas. Una página del catálogo Sears de electrodomésticos de 1918 incluye un vibrador portátil con accesorios, anunciado como «muy útil y satisfactorio para el uso casero».
Aunque la mayoría de los vibradores estaban destinados a un público femenino, también se diseñaron algunos para uso masculino, incluyendo modelos en forma de cinturón, que se decía ayudaban a estimular la circulación, y vibradores internos para dar masaje y «descargar» la próstata.
La imagen y reputación de los vibradores cambió completamente a mediados del siglo XX por dos razones. La primera fue que en 1952, la Asociación Estadounidense de Psiquiatría declaró oficialmente que la histeria femenina no era una enfermedad legítima, sino un mito anticuado. El segundo motivo fue que la popularidad del cine en general hizo que las películas pornográficas tuvieran más difusión, y varias de ellas mostraban actrices utilizando el vibrador como juguete sexual.
Los vibradores se vendían disfrazados de utensilios de terapia. Cuando salió a la luz que el tratamiento para la histeria femenina era básicamente una sesión de masturbación (ya que la enfermedad no existía), y el cine para adultos demostró los hechos en pantalla grande, la gente empezó a ver a los vibradores como objetos de perversión sexual. Esto causó que los vibradores desaparecieran de las revistas femeninas, catálogos y estantes de tiendas populares, como Sears Roebuck, donde se habían vendido por casi medio siglo.
En la actualidad el modo de compra más habitual es a través de las tiendas eróticas.

## Actualidad
La sexóloga estadounidense Betty Dodson empezó a utilizar vibradores en sus talleres de salud sexual femenina a mediados de la década de 1970 y después de varios años los aparatos fueron reapareciendo en los estantes de tiendas fuera de las tiendas eróticas.
El uso del vibrador recibió otro impulso en 1986, cuando en medio de la crisis del sida, el cirujano general estadunidense C. Everett Koop lo incluyó en una lista de prácticas de sexo seguro dentro de un paquete de información acerca del sida que se envió a 107 millones de familias estadounidenses.
Hoy en día se acepta generalmente que el uso de los vibradores no causan ningún efecto sexual negativo y que se pueden disfrutar en pareja como parte de una relación sexual sana.

## Modelos
Los vibradores se fabrican con muchas formas, desde las más simples de forma fálica a diseños complejos, destinados a estimular varias zonas erógenas  al mismo tiempo. 

### Vibradores para personas con discapacidades
Recobrar la habilidad de tener una vida sexual activa y satisfactoria es el mayor deseo entre las personas que tienen más de un año paralizadas de la cintura para abajo debido a una fractura traumática de la columna vertebral, según los resultados de una encuesta realizada en 2004 por el Centro de Investigaciones Reeve-Irvine de la Universidad de California.
Los vibradores pueden tener un rol clave en la vida sexual de estas personas con discapacidades por tres razones:
1. Para las personas que tienen un control limitado de sus brazos, manos y piernas, el uso de vibradores les puede hacer más fácil estimularse a sí mismos y a sus parejas.
2. Estos aparatos pueden ser la única fuente de estimulación sexual para las personas que por razones médicas tienen un contacto extremadamente limitado con el mundo exterior y muy pocas probabilidades de encontrar pareja.
3. Para algunos hombres que han sufrido daños a la columna, o que están paralizados por otras lesiones o enfermedades, el uso de vibradores puede ser su única oportunidad de procreación. Cuando la conexión entre el sistema nervioso central y los genitales han sido dañadas, el pene no recibe y no reacciona a los estímulos que le envía el cerebro. Es normal que estos hombres tengan de vez en cuando erecciones espontáneas, pero es raro que lleguen a la eyaculación. Este problema se puede resolver mediante el uso de un vibrador lo suficientemente potente.

Existen varias compañías estadounidenses y europeas que se especializan en juguetes sexuales que integran tecnologías de apoyo para la gente con discapacidades. Xandria, por ejemplo, fue fundada en 1974 por una profesora de fisioterapia de San Francisco. Los primeros catálogos de Xandria eran básicamente largas listas de juguetes sexuales con descripciones y críticas detalladas que asignaban puntos según su facilidad de uso para las personas con limitaciones físicas causadas por amputaciones o por enfermedades degenerativas como la artritis.

### Vibradores anales
Un vibrador anal está diseñado en tamaño, forma y material para brindar placer sexual en la zona del ano y del recto, tanto en hombres como en mujeres. Pueden ser usados en solitario o como juego de parejas de todas las orientaciones sexuales.